# Гіперстен

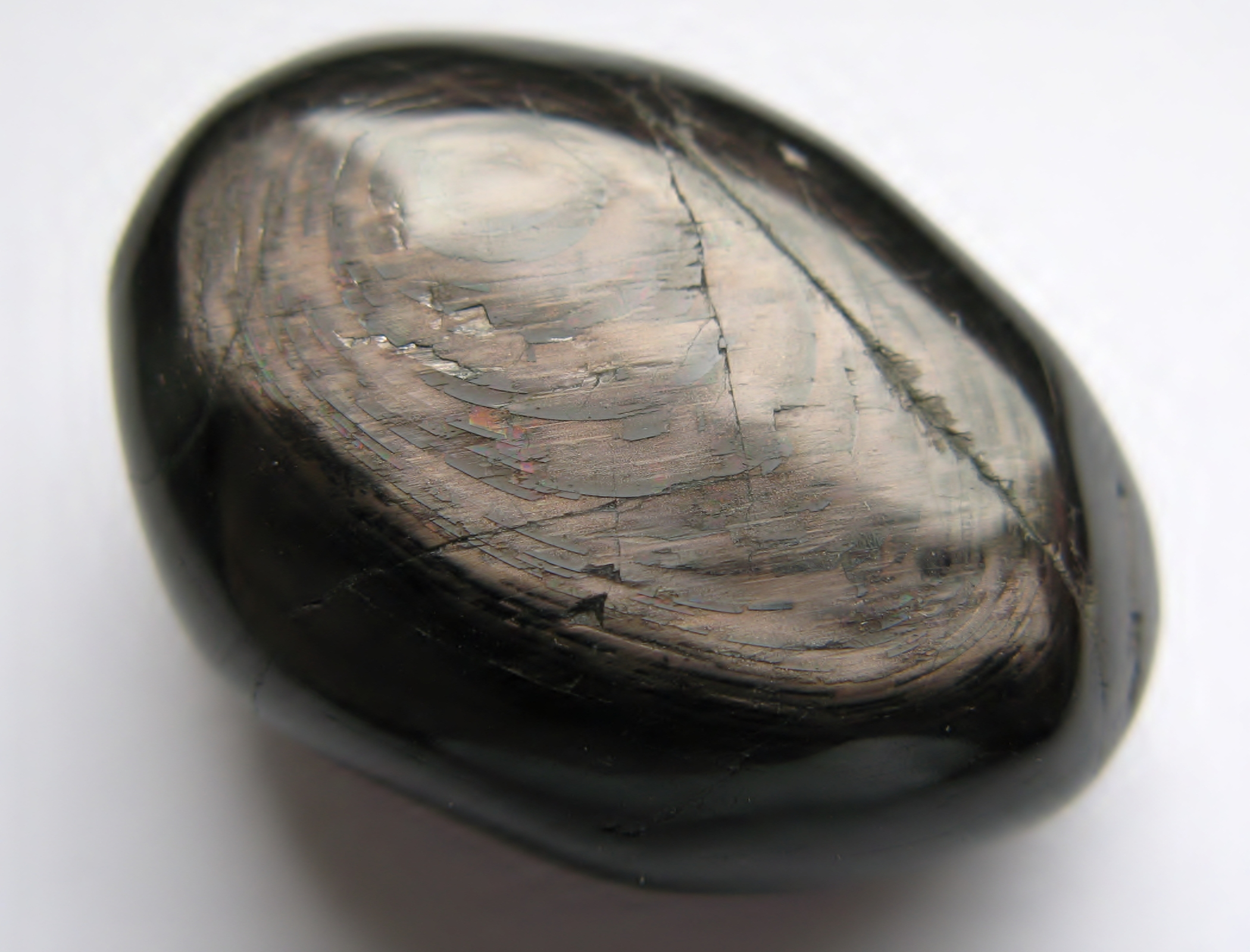
Гіперстен

Гіперсте́н (від грец. γιπερ — дуже і грец. ςτενος — щільний) — породотвірний мінерал класу силікатів, групи піроксенів.

## Етимологія та історія
Назва походить від грецького ὑπέρ гіпер «про» і σθένος stoos «сила» і має на меті висловити те, що гіперстен важче, ніж хімічно пов'язаний сорт бронзит.

## Загальний опис
Проміжний член мінерального виду енстатит-феросиліт, який містить від 30 до 50 % феросилітового (Fe[SiO3]) компоненту.
Сингонія ромбічна.
Густина 3,3—3,5. Твердість 5—6. Колір темно-зелений до бурувато-чорного. Блиск перламутровий.
Зустрічається в збагачених залізом основних вивержених породах, у кристалічних сланцях, а також у метеоритах.
Розрізняють:
- гіперстен-авгіт (мінерал проміжного складу між гіперстеном і авгітом);
- гіперстен-бронзит (мінерал, проміжний за складом між гіперстеном і бронзитом);
- гіперстен-геденберґіт (мінерал, проміжний за складом між гіперстеном і геденбергітом);
- гіперстен залізистий (відміна гіперстену, яка містить 50-70 % Fe[SiO3]);
- α- гіперстен (гіперстен);
- β- гіперстен (гіперстен з дещо нетиповими оптичними властивостями; рідкісний).

## Сучасний статус
Після уточнення статусу мінералів групи піроксенів, з 1988 р Комісія з нових мінералів та назв мінерелів Міжнародної мінералогічної асоціації виключила гіперстен з переліку мінералів, так як він є проміжним ортопіроксеном змінного складу і в даний час розглядається як синонім енстатиту або феросиліту, причому більша частина «гіперстенів» при з'ясуванні точного складу зразків виявляються залізистим енстатитом.